# Светислав Симић
Светислав Симић (Ужице, 4. март 1865 — Лозен, 8. март 1911) био је српски дипломата, секретар министарства, национални радник и новинар. Један је од најзаслужнијих државних службеника за помагање и организацију српског четничког покрета у Македонији.

## Биографија
Основну школу похађао је у Ужицу и Књажевцу, а гимназију у Пожаревцу и Београду. Студирао је на Филозофском факултету у Београду. Провео је и годину дана на студијима у Петрограду.
Неколико година радио је као наставник. Током 1894. постао је секретар министарства спољних послова, а онда је 1898. постављен за конзула у Приштини заменивши на том положају Тодора Станковића. Уз Јована Јовановића Пижона био је један најзаслужнијих државних службеника за помагање и организацију српског четничког покрета у Македонији. Помагао је Богдану Раденковићу да оствари бољи контакт са српском владом. У јулу 1904. постао је дипломатски агент у Софији.
Цели живот био је активан у новинарству. Основао је и уређивао Уставну Србију, а учествовао је и у оснивању Српскога Књижевнога Гласника. Био је оснивач Дела и уредник и сарадник многих листова: Одјека, Дневнога Листа, Јавора, Зоре, Наставника и Просветнога Гласника. Штампао је много расправа и брошура укључујући; Македонско Питање, Радикали и наша национална политика, Срби и Арбанаси, Стара Србија и Арбанаси. Најчешће се потписивао псеудонимом Павле Орловић.
Након проглашења бугарске независности 1908. постао је посланик у Софији и на том месту је остао све до одласка на лечење у Швајцарску.
Умро је 8. марта 1911. у Лезену у Швајцарској.

## Изабрани радови
- Симић, Светислав (1902). Скопаљско владичанско питање 1897-1902. Београд.